# ジョヴァンニ・ジェンティーレ

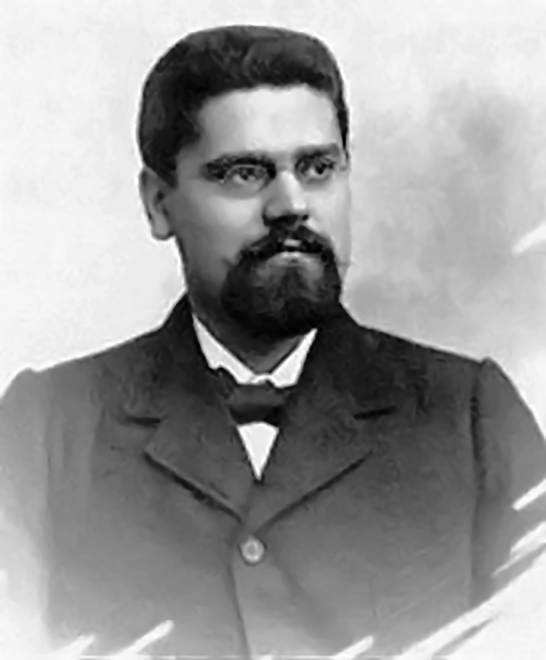
ジョヴァンニ・ジェンティーレ

ジョヴァンニ・ジェンティーレ（Giovanni Gentile、1875年5月30日 - 1944年4月15日）は、イタリアの哲学者、教育学者、政治家。イタリア・ファシズムの理論的創始者。

## 概要
ベネデット・クローチェとともに、イタリアの新ヘーゲル主義（新観念論）の代表的存在であり、20世紀前半のイタリア文化・イタリア思想の最重要人物の一人であり、イタリア百科事典研究所（Istituto dell'Enciclopedia Italiana）の共同設立者、教育大臣として1923年のジェンティーレ改革と呼ばれる公教育改革の立役者である。 ジェンティーレの思想はアトゥアリスモ（Attualismo）と呼ばれる。
またイタリア・ファシズムの中心人物であり、ファシズムの理論的創始者とさえ言われる。イタリア社会共和国（ムッソリーニ政権）に参加した後、第二次世界大戦中にGAP（愛国行動団）のパルチザンによって殺害された。

## 生涯
1898年から1906年までピサ大学に学び、1903年にナポリ大学の講師となる。当時はイタリアのマルクス主義の父アントニオ・ラブリオーラの影響を受けた新ヘーゲル主義者であり、ベネデット・クローチェと協力して哲学雑誌《批評　Critica》を発刊した。1906年から14年にパレルモ大学、1914年から1917年にピサ大学、1917年から1944年にローマ大学の教授を歴任する。

その間、1922年から24年にファシスト政府の文相として教育制度の改革を遂行。初等教育に宗教が導入・ラテン語教育が拡充される他、現在のイタリア教育法の主幹となる法律・複数の教育サイクル・学習への国家試験などが規定された。辞任後は上院議員、代表議会委員、イタリア大学連合会長となり、またジョバンニ・トレカーニ会会長として《イタリア百科事典 Enciclopedia italiana》を編集。その1932年版ではファシズムを規定して、以下のように記述する。
「ファシズムでは、国家が自らの原理や価値観でもって個々人の意思や思想を律し、型にはめるための権威であるだけでなく、積極的に個々人の意思や思想を広く説き伏せていく強制力をもった機構となる。…ファシストはすべての個人及びあらゆる集団を絶対的な存在である国家のもとに統合する」

――ジョヴァンニ・ジェンティーレ「ファシズム」、《イタリア百科事典》より――
この項目は、《ファシストの原理》と呼ばれた。
全体主義の理論家として彼はかつての友人クローチェと訣別し、1944年3月にイタリア共産党のGAP（愛国行動団）のメンバーであるブルーノ・ファンチュラッチ（Bruno Fanciullacci）率いる反ファシストのゲリラにフィレンツェの自宅前で暗殺される（it:Uccisione di Giovanni Gentile参照）。ファンチュラッチは7月にナチスにより逮捕され、逃亡を図ろうとして殺害された。
ジェンティーレの暗殺は反ファシスト陣営に亀裂をもたらす結果となり、21世紀の現在もなお議論の的となっている。

## 哲学思想
ジェンティーレの哲学は、彼自身によって「アトゥアリスモ Attualismo」または「イデアリスモ・アトゥアレ Idealismo attuale」と呼ばれた。アトゥアリスモにおいて唯一の真なる現実は、«考えるということ pensiero che pensa»の純粋な行為、すなわち自己意識であり、これにすべての存在を包括する精神が顕現している。言い換えれば、思考によって実現したものだけが、哲学者自身が認識している現実を表しているのである。
思考は、もともと主体と客体の区別がない、永続的な活動である。したがって、ジェンティーレは、考える意識の中で自然と精神の統一（一元論）、すなわち精神と物質の統一を主張し、後者の認識論的、存在論的優位とともに、あらゆる二元論、自然主義に反対している。意識は、主体と客体の合成であり、前者（主体）が自己を措定し、後者（自己概念）を措定する行為の合成と見なされる。ここで自己概念が構成されるのである。したがって、プラトン主義が精神と物質を峻別するのと同様に、現実は一つである以上、純粋な精神主義や純粋な物質主義を志向する意味はない。
ヘーゲルについては、ベネデット・クローチェが、アリストテレス的な意味で、「すべての現実は歴史であり行為ではない」という絶対歴史主義 storicismo assoluto（あるいは歴史主義的観念論 idealismo storicista）を提唱したのに対して、ジェンティーレは、歴史主義の地平ではなく、意識に関する観念論の枠組み、つまり意識が現実の基礎とされることを評価している。また、ジェンティーレによれば、ヘーゲルの弁証法の定式化には誤りがあるが、これは、クローチェが主張したように、論理学、自然哲学、精神哲学のヘーゲル的スコラ学的配列にのみ起因しているのではない。実際、クローチェは、このヘーゲル的な三分割に対して、「すべては精神である」と主張していたのである。クローチェの批判は共有できるものではあるが、ジェンティーレが『ヘーゲル弁証法の改革 La riforma della dialettica hegeliana』（1913年）で、ヘーゲルは実際には（彼が正しく認識した）思考の弁証法と思考の弁証法を混同し、したがって、彼は思考の弁証法、すなわち確定的な思考と科学の弁証法を強く残存させただろう、と主張しているように、決して十分とはいえない。また、ジェンティーレは、クローチェが（「すべての否定が対立ではない」という原則に基づいて）導入し、ヘーゲルの「対立の弁証法」と並置した、明瞭なものの弁証法を認めていない。実際、シチリアの哲学者は、これを恣意的に付け加えたもので、ヘーゲルの弁証法自体を歪めている、と考えている。その代わり、ジェンティルは、純粋な行為としての思考行為の理論の中で、ヘーゲル的な対立の弁証法を用いている。この弁証法は、このように、思考の論理と思考の論理との間の弁証法的関係において表現される。
ジェンティーレは、フィヒテ（特に1794年の『全知識学の基礎 Grundlage der gesamten Wissenschaftslehre』）を取り戻して、精神は意識と自己意識の統一、行為における思考である限りにおいて基礎的であり、思考という行為、すなわち«純粋行為 atto puro»は、現実となる原理と形態であると断言する。ジェンティーレによれば、純粋行為の弁証法は、芸術が代表する主観性（テーゼ）と宗教が代表する客観性（アンチテーゼ）の対立において実行され、それに対して哲学（綜合）が解決策を提供するのだという。
純粋行為は、«logica del pensiero pensante»と«logica del pensiero pensato»の対立に基づく。前者は哲学的・弁証法的な論理であり、後者は形式的・誤った論理である。
ジェンティーレは、芸術の主観性と宗教・哲学との関係、すなわち精神生活全体というテーマに関心を寄せている。芸術は主観的な感情の産物である一方で、精神生活のあらゆる瞬間をとらえる合成行為であり、したがって合理的な言説の特性を獲得しているのである。
ベルトランド・スパヴェンタのヘーゲル学派思想を全面的に発展させ、「すべての現実は、それを考える行為の中にのみ存在する」とするジェンティーレ的実在論は、主観的観念論 idealismo soggettivo（主観主義 soggettivismoの一形態）と解釈されてきたが、この定義を著者は否定する傾向にある。その行為は主体にも客体にも先行されず、イデアそのものと一致するので、（ヘーゲルがすでに述べていたように）無限が「悪い無限」であるフィヒテとは異なり、まさに経験の創造者であるために、実際に経験に内在しているのである。

## 日本への影響
1930年代以降の日本ではアルフレート・ローゼンベルク、オトマール・シュパンやG・H・ミードなどと同様に関心を持たれたと考えられる。

### 日本語訳
- ジョヴァンニ・ジェンティーレ『純粋行為としての精神の一般理論』 
上村忠男訳、月曜社「シリーズ・古典転生」、2024年。ISBN 978-4865031874

## 栄典
- - 聖マウリッツィオ・ラザロ勲章大十字章受賞（1937年）
- - イタリア王冠勲章大十字章（1923年）
- - 星章付ドイツ鷲勲章（1940年7月）

## 著書

### 哲学・事物全般に関する著作
- L'atto del pensare come atto puro (1912)
- La riforma della dialettica hegeliana, Firenze, Sansoni, (1913)
- La filosofia della guerra (1914)
- Teoria generale dello spirito come atto puro, Firenze, Sansoni, (1916)
- I fondamenti della filosofia del diritto (1916)
- Sistema di logica come teoria del conoscere (1917-1922)
- Guerra e fede (1919, raccolta di articoli scritti durante la guerra)
- Dopo la vittoria (1920, raccolta di articoli scritti durante la guerra)
- Discorsi di religione (1920)
- Il modernismo e i rapporti tra religione e filosofia (1921)
- Frammenti di storia della filosofia (1926)
- La filosofia dell'arte (1931)
- Introduzione alla filosofia (1933)
- Genesi e struttura della società (postumo 1946)
- L'attualismo a cura di V. Cicero e con introduzione di E. Severino, Bompiani, Milano, 2014

### 歴史に関する著作
- Delle commedie di Antonfrancesco Grazzini detto il Lasca (1895)
- Rosmini e Gioberti (1898, tesi di laurea)
- La filosofia di Marx (1899)
- Dal Genovesi al Galluppi (1903)
- Bernardino Telesio (1911)
- Studi vichiani (1914)
- Le origini della filosofia contemporanea in Italia (1917-1923)
- Il tramonto della cultura siciliana (1918)
- Giordano Bruno e il pensiero del Rinascimento (1920)
- Frammenti di estetica e letteratura (1921)
- La cultura piemontese (1922)
- Gino Capponi e la cultura toscana del secolo XIX (1922)
- Studi sul Rinascimento (1923)
- I profeti del Risorgimento italiano: Mazzini e Gioberti (1923)
- Bertrando Spaventa (1924)
- Manzoni e Leopardi (1928)
- Economia ed etica (1934)

### 教育に関する著作
- L'insegnamento della filosofia nei licei (1900)
- Scuola e filosofia (1908)
- Sommario di pedagogia come scienza filosofica (1912)
- I problemi della scolastica e il pensiero italiano (1913)
- Il problema scolastico del dopoguerra (1919)
- La riforma dell'educazione, Bari, Laterza, (1920)
- Educazione e scuola laica (1921)
- La nuova scuola media (1925)
- La riforma della scuola in Italia (1932)

### ファシズムに関する著作
- Il Fascismo al governo della scuola / Discorsi e interviste ordinati da Ferruccio E. Boffi / (Novembre '22 - Aprile '24), Palermo, Remo Sandron Editore, 1924
- Manifesto degli intellettuali del fascismo, in "Il Popolo d'Italia", 21 aprile 1925
- Che cos'è il Fascismo / Discorsi e polemiche, Firenze, Vallecchi Editore, 1925
- Fascismo e cultura, Milano, F.lli Treves Editori, 1928
- La legge sul Gran Consiglio, in Educazione fascista n. 2 e in Educazione nazionale n. 6, 1928
- Origini e dottrina del Fascismo, Roma, Libreria del Littorio, 1929
- L'unità di Mussolini, in "Corriere della Sera", 15 maggio 1934
- Discorso agli Italiani, 1943, in Politica e cultura, vol. II, a cura di H. A. Cavallera, Firenze, Le Lettere, 1991
- Dal discorso agli italiani alla morte: 24 giugno 1943-15 aprile 1944, (a cura di Benedetto Gentile) Firenze, Sansoni, 1951
- La filosofia del Fascismo, in Italia d'oggi, Roma, Edizioni "Il libro italiano nel mondo", 1941
- Ricostruire, in “Corriere della Sera”, 28 dicembre 1943